# Odstřelovač

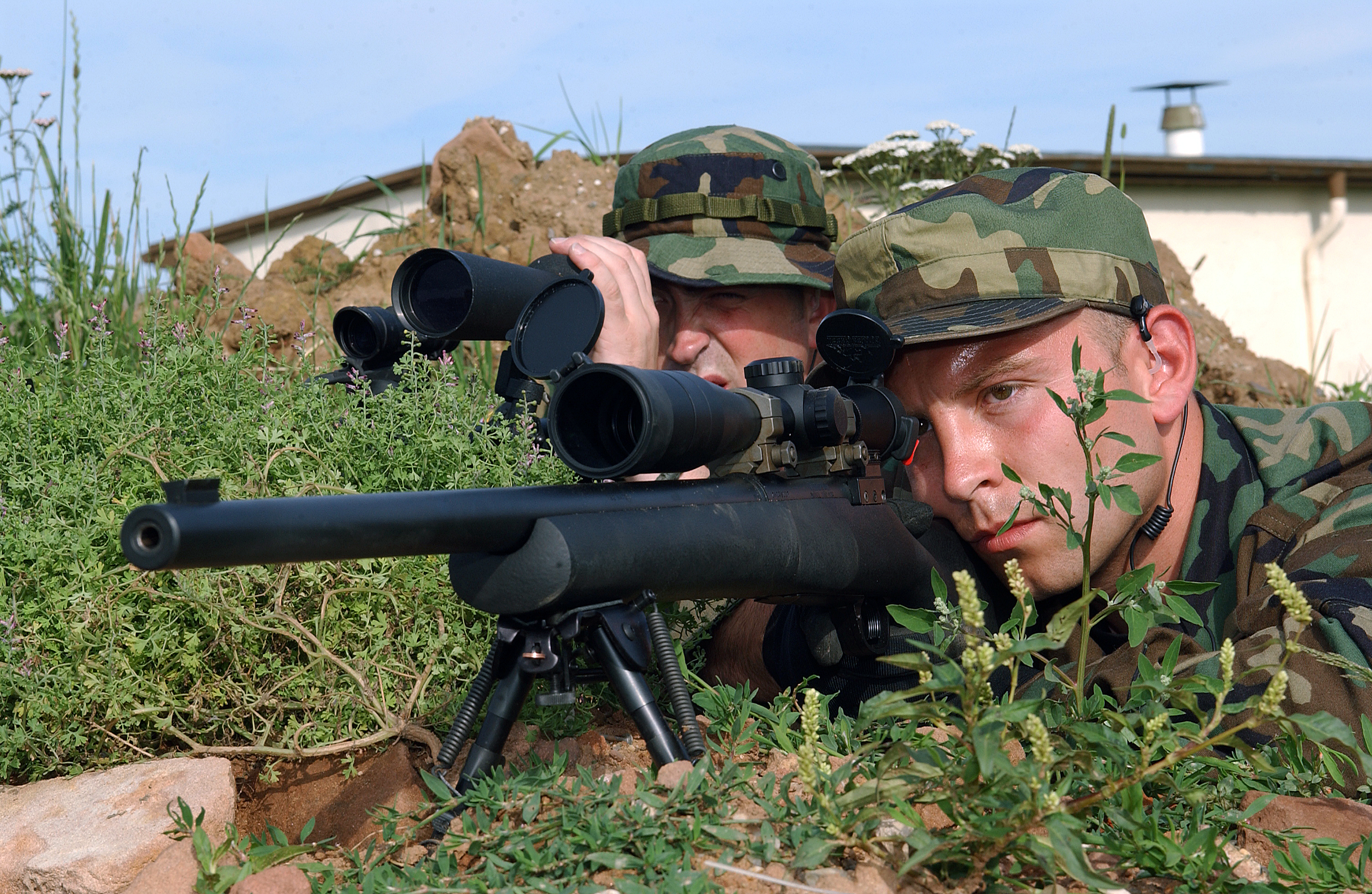
Sniper team Letectva Spojených států

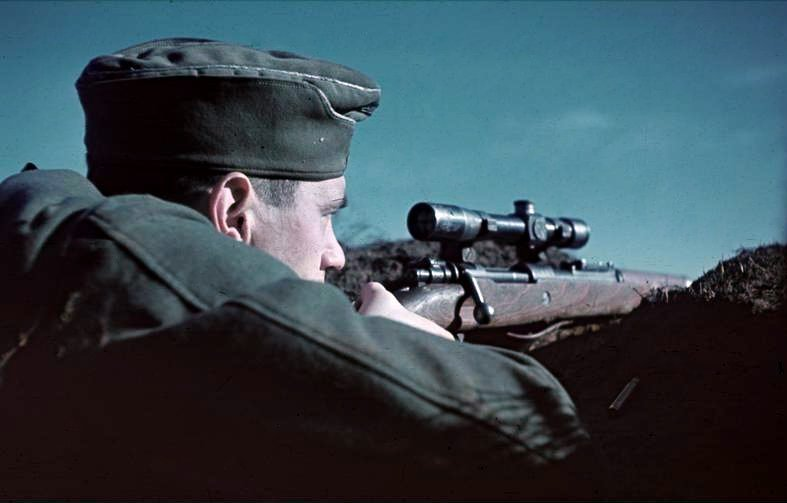
Německý odstřelovač u Stalingradu

Odstřelovač, někdy také snajpr (z anglického sniper, který vychází z názvu pro malého ptáka z čeledi slukovitých, angl. snipe), historicky také ostrostřelec (anglicky sharpshooter), je střelec, který se specializuje na přesnou střelbu na střední a dlouhou vzdálenost. Obvykle ke svým akcím používá odstřelovací pušku, tj. speciální dalekonosnou zbraň určenou pro přesnou střelbu na velkou vzdálenost, tedy s extrémním dostřelem.

## Historie

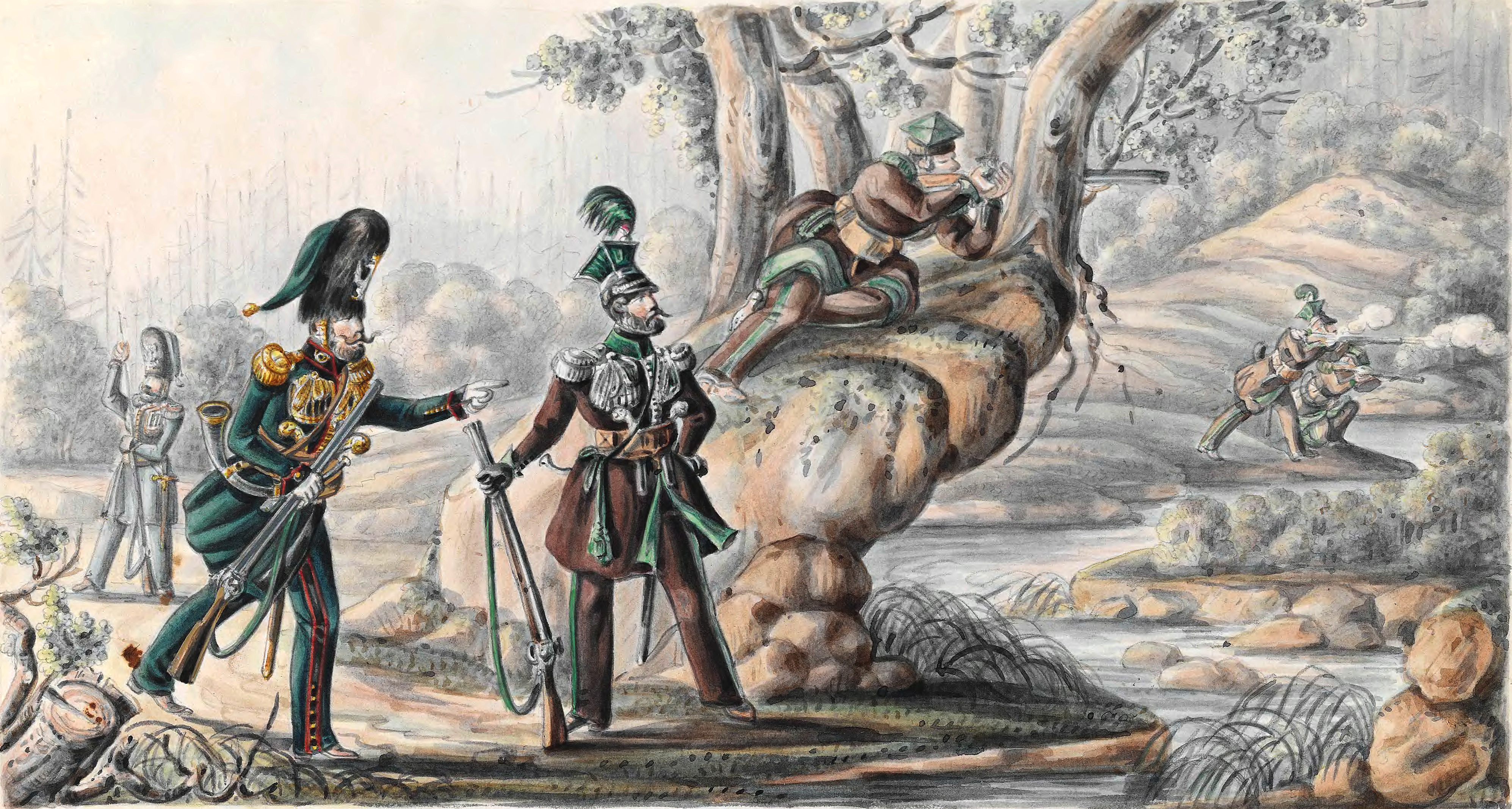
Polští „odstřelovači“ během listopadového povstání

První samostatné jednotky střelců nasadila Velká Británie ve druhé búrské válce. Ke skutečnému rozšíření odstřelovačů došlo v první světové válce a to zejména na straně Němců. Po vysokých ztrátách způsobených těmito snipery začali své odstřelovače cvičit i Spojenci. V meziválečném období se výcviku odstřelovačů masivně a na nejvyšší úrovni věnoval pouze SSSR.
Ve druhé světové válce již odstřelovače cvičily a používaly všechny bojující strany. Důraz byl kladen nejen na samotnou střelbu, ale i na systém maskování a nepozorovaného pohybu (výcvik v maskování podcenila americká armáda, což mělo za následek počáteční vysoké ztráty amerických sniperů po vylodění v Normandii). Nejznámější souboje odstřelovačů se uskutečnily během německo-sovětského střetnutí v sutinách Stalingradu. Mezi známé odstřelovače druhé světové války se řadí tito střelci:[zdroj?]
- Vasilij Golosov (SSSR)
- Simo Häyhä (Finsko)
- Matthäus Hetzenauer (Německo)
- Josef Allerberger (Německo)
- Nina Alexejevna Lobkovská (SSSR)
- Ljudmila Michajlovna Pavličenková (SSSR)
- Ivan Sidorenko (SSSR)
- Michail Surkov (SSSR)
- Vasilij Grigorjevič Zajcev (SSSR)
- Zikan
- Michail Rosa
- Marie Ljalková (ČSR)

Po druhé světové válce pokračovaly všechny armády světa ve výcviku svých odstřelovačů (přičemž za základ výcviku byla obvykle volena tzv. německá škola) a jednotky těchto střelců byly nasazovány ve všech konfliktech.

## Typy odstřelovačů
Existují minimálně tři zřetelně vyhraněné kategorie střelců, pro které se v češtině pojem používá, pouze ve dvou případech (vojenský odstřelovač a policejní odstřelovač) to ale má odborné opodstatnění.

### Vojenský odstřelovač

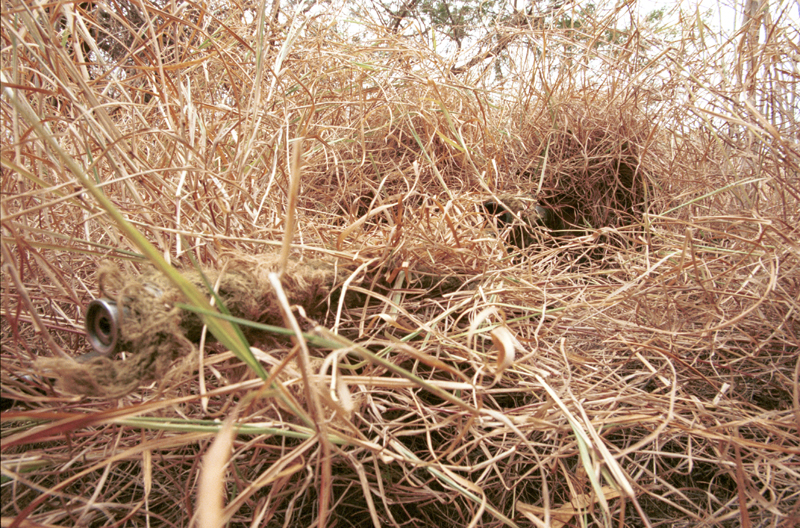
Maskování je pro odstřelovače životně důležité

Vojenský odstřelovač (angl. sniper; též někdy pravý odstřelovač) je voják s kompletním speciálním odstřelovačským výcvikem. Působí zpravidla ve dvojici (výjimečně samostatně). Jeho úkolem je průzkum terénu, likvidace vysokých nepřátelských důstojníků a dalších důležitých osob v řadách nepřátel a (speciálně) likvidace nepřátelských odstřelovačů. Zaměřuje se na maskování a skryté působení. Zpravidla nestřílí z jednoho místa více než dvakrát, obvykle se přemisťuje, aby nebyl odhalen.
Palbě na málo významné cíle se zpravidla vyhýbá. Špičkový odstřelovač dokáže za vhodných podmínek a s patřičným vybavením spolehlivě zabít na vzdálenost 1,6–2 km.[zdroj?] Střelba nad tuto vzdálenost je už i v případě nejkvalitnějšího vybavení sázkou do loterie. Na větší vzdálenost než 2 km nemá cenu střílet, pokud není střelba mířena na větší terč (např. vozidlo). Kanadský voják Rob Furlong v březnu 2002 v Afghánistánu zasáhl cíl ze vzdálenosti 2470 metrů. To je nejvyšší potvrzená vzdálenost cíle zasaženého v boji. Tento rekord byl ale překonán v listopadu 2009, kdy britský armádní odstřelovač Craig Harrison zastřelil na vzdálenost 2475 m dva talibánce s kulomety, střelám po vypálení trvalo tři sekundy, než zasáhly cíl. Rychlost střel přitom třikrát přesáhla rychlost zvuku. Zabitím nepřátel tak zachránil život svému veliteli. Při eliminaci použil pušku L115A3 Long Range Rifle „Tichý zabiják“, u britských vojáků se ale uchytila přezdívka „Vdovotvůrce“ (Widowmaker). Tento rekord byl ovšem také překonán, a to v roce 2012, neznámým odstřelovačem z druhého Australského Commandos regimentu, působícího v Afghánistánu. Střelivem ráže .50 BMG vystřeleným z pušky Barret M82A1 trefil svůj cíl na vzdálenost 2815 metrů. K dalšímu překonání rekordu došlo v roce 2017, kdy kanadský ostrostřelec přezdívaný Wali, zasáhl bojovníka Islámského státu na vzdálenost 3540 m.

### Policejní odstřelovač
Policejní odstřelovač (angl. marksman, též přesný střelec) je policista se speciálním výcvikem pro přesnou střelbu se zvláštním zřetelem na likvidaci sebevražedných atentátníků či únosců držících rukojmí. V řadě jazyků a odborně terminologických systémech se pro něj nepoužívá pojem odstřelovač, protože jeho výcvik není z vojenského hlediska kompletní – obvykle nemá část výcviku maskování, průzkumu a přežití v terénu, protože ve většině případů operuje na „přátelském území“. Zato se od něj vyžaduje větší přesnost, střelba na rozkaz a schopnost zasáhnout cíl tak, aby došlo k okamžité eliminaci dokonce bez rizika vzniku křečí, čehož lze docílit zásahem do mozečku. Naproti tomu vojenský odstřelovač nemusí být tak přesný, zraněný cíl je v řadě případů dokonce lepší než mrtvý, protože zraněný je nejen vyřazen z boje, ale ještě zaměstná své spolubojovníky akutní péčí namísto boje a zdravotnickou službu v zázemí.

### Ostrostřelec
Ostrostřelec (angl. sharpshooter, též střelec na vzdálené cíle či přesný střelec, anglický termín má základ v názvu legendární pušky Sharps) je voják se speciální odstřelovačskou výzbrojí působící v rámci jednotky. Prakticky významově blízký vojenskému odstřelovači. V některých armádách, včetně české, ani nemusí mít speciální výcvik. Pohybuje se zpravidla v hloubi či na konci formace a jeho úkolem je vyhledávání a likvidace kulometčíků, střelců v maskovaných postech a dalších podobných cílů, které jsou mimo dosah běžných zbraní družstva. Obecně je slovo ostrostřelec nejvýstižnější, ale příliš se nepoužívá jako zastaralé, archaické.

## Název
Slovo odstřelovač bývá někdy nesprávně uváděno jako ostřelovač, slovníky českého jazyka však takové heslo neuvádějí. „Ostřelování“ je opakované střílení na tentýž cíl, například dělostřelecké nebo raketometné ostřelování města, ostřelování pobřeží válečnou lodí nebo „ostřelování“ fotbalové branky míčem. Odstřelovač svůj cíl eliminuje – „odstřelí“.

## Taktika a úkoly vojenského nasazení odstřelovače (nástin)

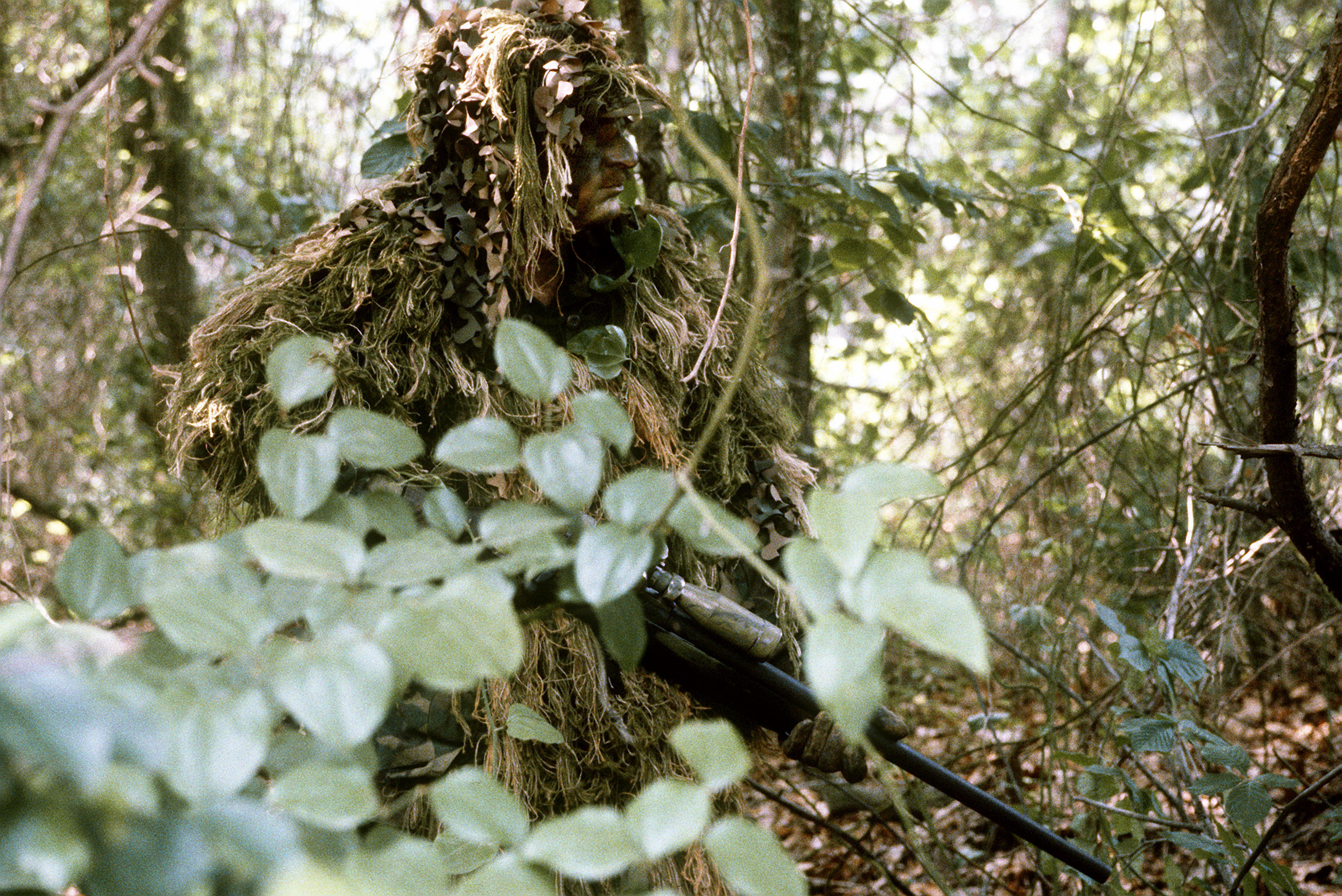
Odstřelovač námořní pěchoty v lesním maskování

Vojenské nasazení odstřelovače spočívá většinou ve střelbě ze zálohy na dlouhé vzdálenosti za podmínek konspirace.

### V konvenčním vojsku

#### V obraně
1. krytí přístupových cest palbou
2. průzkum
3. ničení průzkumu nepřítele
4. umlčování určených cílů (nejdřív klíčových a pak všech ostatních)
5. zpomalování postupu nepřítele (oddělení sledů, „kanalizování“)
6. krytí ústupu vlastních sil
7. přehrazování ústupových tras nepřítele při protiútoku

#### V útoku
1. průzkum (pro dělostřelectvo apod.)
2. umlčování klíčových cílů
3. izolování jednotek nepřítele
4. přehrazování ústupových tras
5. dočišťování

#### Při přesunu
1. průzkum (včasná výstraha čelní/boční pochodové záštity)
2. léčky na stopující jednotky
3. zabezpečení míst, kterými půjdou hlavní síly

### V jednotkách zvláštního určení
- podpora konvenčního boje (přepady, léčky, průzkum, „otravování“, blokování, lákání, navazování sil nepřítele)
- podpora průzkumných akcí (přepady, léčky, výpady) ve formě zabezpečení, hlášky, zahájení, volavky či odvádění pozornosti (zátaras, „už jdou“, „sem běžte“)
- cílené akce = atentát à la Šakal
- protiteroristická podpora pomocí přepadů a léček
- civilní bouře = postřelení zvlášť aktivních jedinců či antisniping
- nekonvenční válka/vnitřní bezpečnost (výcvik, přepady, léčky, průzkum, otravování, viz guerilla)
- v případě eliminace výběrčích daní guerilly má dvojí psychologický efekt - civilní obyvatelstvo uvidí likvidaci pachatele a guerillová organizace bude těžko shánět dobrovolníky k vybírání daní.

### V guerille
- přepady, léčky, demolice
- ničení lidských zdrojů státu či uskupení
- příprava bojiště/chaos (energie, materiál, spojení, silnice, zmatek a strach, bankovnictví)
- tlak na nepřátelské úřady a bojové složky, nutit je centralizovat se a tím vytvářet území nikoho
- ozbrojená propaganda (ukázka síly)
- terorismus, tedy šíření hrůzy; obtěžování protivníka stálým stresem a napětím a tím snižování bojeschopnosti; nabourávání důvěry obyvatelstva ve schopnost represivních složek zaručit bezpečí; vnucení taktiky udeř a uteč s cílem vyvolání excesů represivních složek vůči „podezřelé“ místní populaci

## Rekordy
Za statisticky nejúspěšnější vojenské odstřelovače všech dob jsou považováni účastníci druhé světové války, ovšem velká část zásahů není potvrzená a čísla podléhala propagandě:
- Michail I. Surkov ze SSSR se zápočtem 702 zabitých nepřátel,
- Vasilij S. Kvachantiradze, také z Rudé armády, s 534 úspěšnými zásahy a
- Fin Simo Häyhä, přezdívaný Bílá smrt, který během finsko-sovětské Zimní války naopak zlikvidoval 505 rudoarmějců.

### Moderní historie
- Rekord ve vzdálenosti odstřelu držel do roku 2012 britský střelec Craig Harrison. V roce 2009 zaznamenal v Afghánistánu dva úspěšné zásahy na vzdálenost 2475 m.[8]
- Nový vzdálenostní rekord v zásahu živého cíle puškou byl v roce 2012 ustanoven příslušníkem australských speciálních sil v Afghánistánu. Odstřelovací 12,7mm puškou Barrett M82A1 zneškodnil velitele tálibánského oddílu na vzdálenost 2815 m.[9]
- Rekord byl překonán v roce 2017, kdy kanadský ostrostřelec (přezdívka Wali) zasáhl bojovníka Islámského státu na vzdálenost 3540 m. [5]
- Aktuálně nejdelší potvrzený rekord má anonymní příslušník služby bezpečnosti Ukrajiny, který zasáhl ruského vojáka na vzdálenost 3800 m během války na Ukrajině v listopadu 2023.[10]